# Hypericum pleiostylum
Hypericum pleiostylum är en johannesörtsväxtart som beskrevs av C. Rodríguez Jiménez. Hypericum pleiostylum ingår i släktet johannesörter, och familjen johannesörtsväxter. Inga underarter finns listade i Catalogue of Life.